# 新磯子町
新磯子町（しんいそごちょう）は、神奈川県横浜市磯子区の町名。丁番を持たない単独町名である。住居表示未実施区域。2025年6月30日現在の人口は少数のため秘匿となっている。秘匿されていない最後の記録である2003年12月31日現在の人口は42人。

## 地理
磯子区沿岸部に位置する。南西で新森町、西から北にかけて磯子に接し、東から南にかけては根岸湾に面している。根岸湾岸の埋立地にあり、ほぼ全域が工業地とされる。根岸湾に張りだした半島状の区域にはJERA南横浜火力発電所、電源開発磯子火力発電所の2つの火力発電所と東京ガス根岸LNG基地があり、近隣のENEOS根岸製油所とともに首都圏のエネルギー供給基地として重要な役割を果たしている。
計画当初は昭和電工が工場進出を予定していたが中止となり、予定地には東京ガスのLNG貯蔵施設および日本超低温や東京炭酸などの東京ガス関連企業が進出している。半島の突端には横浜市環境創造局（旧・下水道局）の水再生センター、横浜市資源循環局磯子事務所（旧清掃工場、現在は収集運搬業務を行う）、磯子海釣り施設などがある。JR根岸線沿いの地区には旭紙業、リバースチール、東芝および青果市場が進出している。堀割川の河口付近にある宇部三菱セメントの貯蔵施設では、セメント運搬船による海上輸送が行われている。面積は63万7千m²（埋立竣工認可面積）。

## 歴史
根岸湾岸埋立計画第2期イ地区として、1961年7月から1964年12月にかけて埋め立てられた。

### 沿革
- 1963年（昭和38年）2月1日 - 埋立により編入。新磯子町が新規に設置。
- 1965年（昭和40年）9月1日 - 埋立により編入[6]。

## 学区
市立小・中学校に通う場合、学区は以下の通りとなる（2024年11月時点）。
| 番地 | 小学校             | 中学校             |
| ---- | ------------------ | ------------------ |
| 全域 | 横浜市立磯子小学校 | 横浜市立根岸中学校 |

## 事業所
2021年（令和3年）現在の経済センサス調査による事業所数と従業員数は以下の通りである。
| 町丁     | 事業所数 | 従業員数 |
| -------- | -------- | -------- |
| 新磯子町 | 90事業所 | 3,259人  |

### 事業者数の変遷
経済センサスによる事業所数の推移。
| 年                 | 事業者数 |
| ------------------ | -------- |
| 2016年（平成28年） | 100      |
| 2021年（令和3年）  | 90       |

### 従業員数の変遷
経済センサスによる従業員数の推移。
| 年                 | 従業員数 |
| ------------------ | -------- |
| 2016年（平成28年） | 3,620    |
| 2021年（令和3年）  | 3,259    |

## 施設
- 横浜市資源循環局磯子事務所
- 横浜市資源循環局磯子検認所
- 横浜市環境創造局南部水再生センター

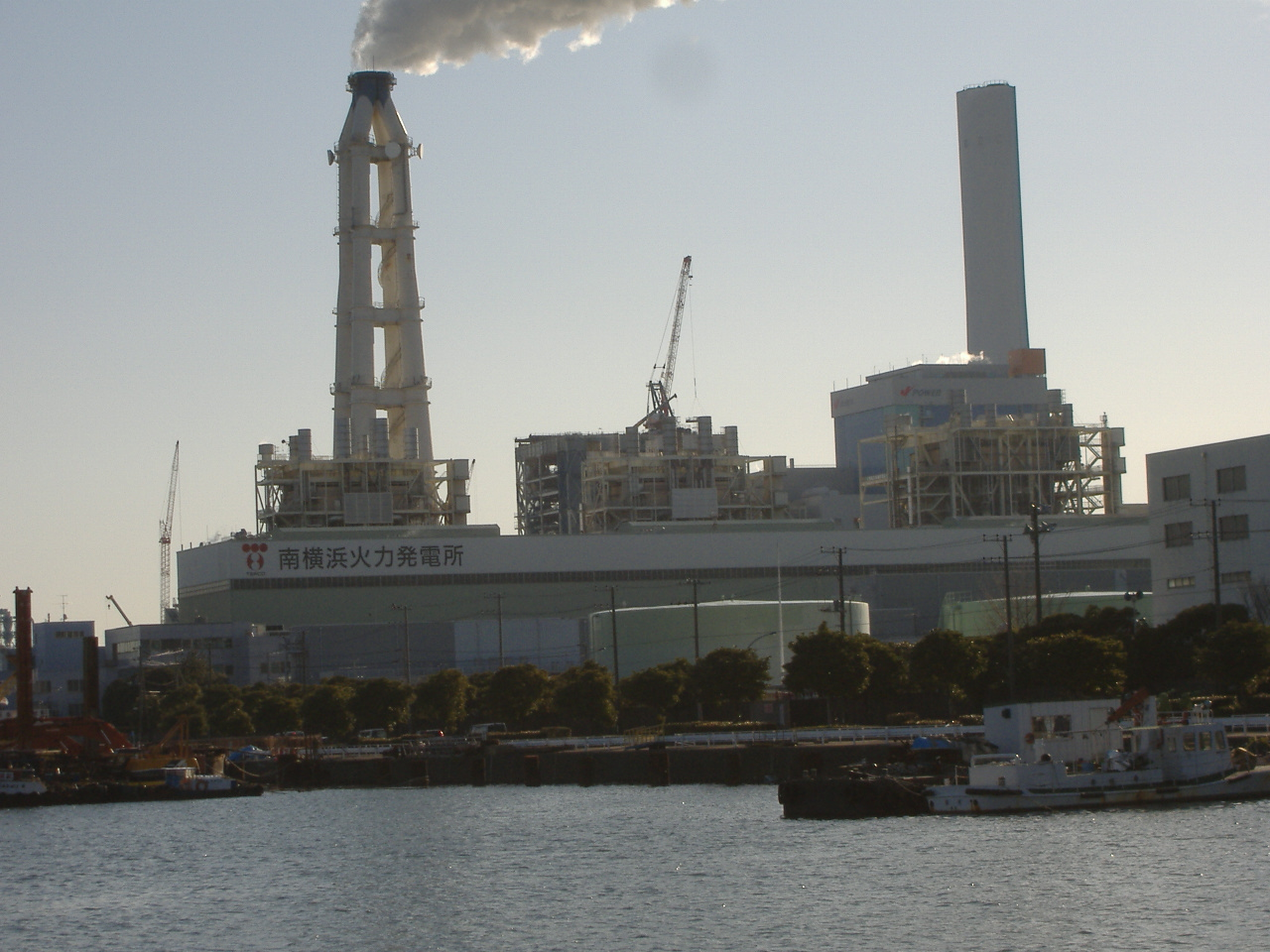
左の煙突が東京電力南横浜火力発電所、右の煙突は電源開発磯子火力発電所

- 東京電力南横浜火力発電所 - LNG専焼。
- 電源開発磯子火力発電所 - 石炭専焼。
- 東京ガス根岸LNG基地
- 磯子海釣り施設

## その他

### 日本郵便
- 郵便番号 : 235-0017[2]（集配局：磯子郵便局[10]）

### 警察
町内の警察の管轄区域は以下の通りである。
| 番・番地等 | 警察署     | 交番・駐在所 |
| ---------- | ---------- | ------------ |
| 全域       | 磯子警察署 | 磯子駅前交番 |